# Viscoză
Viscoza este o soluție obținută prin dizolvarea xantogenatului de celuloză sodată într-o soluție diluată de hidroxid de sodiu. Din această soluție se filează filamente de viscoză care se consolidează prin precipitare în băi de coagulare.

## Fibra de viscoză
Fibra de viscoză este o fibră chimică artificială obținută din celuloza regenerată, obținută din lemn, stuf, paie, linters de bumbac, cu proprietăți asemănătoare fibrei de bumbac.
Cu o structură omogenă, fibra se comportă la fel ca fibrele naturale celulozice. Nu se topește, dar o perioadă lungă de încălzire la 150°C produce îngălbenire și pierdere de rezistență. Densitatea fibrei este de 1,6 g/cm³, are bună rezistență la uzură, la abraziune și la lumină, prezintă întreținere ușoară și o mare capacitate de vopsire. Fibra este rezistă la molii, dar poate fi atacată de alte insecte, nu se electrizează puternic și prezintă un drapaj bun. Are rezistență mecanică inferioară bumbacului în mediul umed și tendință de contracție. Nu generează piling, dar țesăturile din viscoză se pot contracta considerabil la spălare. Se curăță chimic, are o higroscopicitate mare.
Fibra scurtă de viscoză este prelucrată în amestec, de regulă, cu fibre de bumbac, lână și poliester și este folosită la producerea de țesături și tricoturi destinate lenjeriei de corp, îmbrăcămintei (bluze, rochii, jachete, lenjerie, cămăși, articole sportive, costume, cravate, îmbrăcăminte de protecție); articolelor casnice (cuverturi, draperii, cearșafuri, lenjerie de pat, fețe de masă, tapițerie).

## Condiții ecologice
Pentru fibrele de viscoză, conținutul de sulf al emisiilor de compuși ai sulfului în aer rezultate în urma prelucrării din timpul producției fibrelor, exprimat ca medie anuală, nu trebuie să depășească 120 g/kg de fibră filamentoasă produsă și 30 g/kg de fibră scurtă produsă.
Tot din viscoză se obține și celofanul.
Atenție: scrierea denumirii materialului sub forma „vâscoză” este eronată!